# 新俄罗斯电视台
新俄罗斯电视台（俄语：Новороссия ТВ），是顿涅茨克人民共和国政府成立的电视台，2014年向顿涅茨克播送。
由於该频道在乌克兰被认为存在亲俄宣传，除了顿涅茨克和卢甘斯克等地外，在乌克兰国内无法收看。

## 脚注
1. 1 2  . CNN. 2014-09-10  [2016-12-30]. （原始内容存档于2022-03-07）.
2. 1 2  . 基辅邮报. 2015-04-02. （原始内容存档于2016-12-30）.
3. ↑  . 路透社. 2014-08-19. （原始内容存档于2016-12-30）.

## 外部連結
- YouTube上的新俄罗斯电视台頻道（俄文）
- YouTube上的新俄罗斯电视台頻道（英文）